# Сампэй Сирато
Нобору Окамото (яп. 岡本 登 Okamoto Noboru, род. 15 февраля 1932), известный под псевдонимом Сампэй Сирато (яп. 白土 三平 Shirato Sanpei) — японский мангака и эссеист, известный социальной критикой и реалистическим стилем рисовки в своих произведениях. Считается одним из пионеров гэкига. Сын японского пролетарского художника Токи Окамото, изначально занимался камисибай. Также известен своими сочинениями, выходившими в первых выпусках журналов антологии манга Garo за 1964 год, положивших начало его комиксу Kamui.

## Ранние годы
Нобору Окамото родился в Токио. Его отец был активным участником движения за пролетарскую культуру — одним из немногих, кто был запечатлён на фотографии у трупа замученного под пытками писателя-коммуниста Кобаяси Такидзи. Повзрослев, Окамото испытал на себе тяготы и озлобленность военных лет, и эти мрачные эмоции оставили свой отпечаток на нигилистическом обществе, изображённом в его произведениях.
Сирато развил свой художественный стиль, после занявшись после окончания средней школы в 18 лет созданием картинок для театра камисибай. Он находился под влиянием стиля укиё-э, существовавшего в период до Мэйдзи, но отличался своим изображением действий в многопанельном «замедленном» стиле, уникальном для его манги. Его стиль изображения действий основан на технике создания напряжения, присущей камисибай.

## Мангака
Сирато начал свою карьеру как профессиональный художник манги в 1957 году с Ninja bugeichō («Справочник по боевым искусствам ниндзя», опубликованный в 1959—1962 годах) — исторической манги на тему ниндзя, которая привлекла внимание студенчества и интеллигенции того времени. Эта жестокая эпическая история, действие которой происходит в период японских «Сражающихся царств» (Сэнгоку), была воспринята многими читателями и критиками как тонко завуалированная аллегория продолжающихся протестов Анпо против Договора безопасности между США и Японией (хотя сам Сирато позже отрицал, что ставил перед собой подобную цель). Независимо от истинных намерений Сирато, манга соответствовала тем чувствам и переживаниям, через которые проходило студенческое протестное движение того времени (японские новые левые), и у манги появилось множество почитателей в активистской среде. Из-за своей взрослой тематики и графического насилия Ninja bugeichō называли одним из первых примеров гэкига, или серьезной манги, ориентированной не на детей, а на взрослую аудиторию.
Легенда о Камуи — первая серия, опубликованная в Garo — может считаться его самым важным произведением в жанре манга. Это история ниндзя Камуи, преследуемого своей бывшей организацией и ясно видящего истинную природу периода Эдо, в том числе неравенство, господствующее в феодальной системе. Работы Сирато — прежде всего исторические драмы, в которых основное внимание уделяется ниндзя — представляя свою трактовку исторических хроник Японии, критикуют угнетение, дискриминацию и эксплуатацию.
Многие работы Сирато были адаптированы как аниме-сериалы и фильмы, в том числе Ninja bugeichō, адаптированный в 1967 году Нагисой Осима под названием Ninja Bugei-Chō («Банда ниндзя»): лента состоит только из изображений из манги и озвучивания без анимации. Некоторые работы привлекли внимание на Западе и в Соединенных Штатах в частности, например, «Легенда о Камуи», выпущенная в 1987 году компанией Viz Media.

## Избранные произведения
- Kieyuku Shōjo[яп.] (1959)
- Ninja Bugeichō[яп.] (1959–1962)
- Shonen Ninja Kaze no Fujimaru (1960)
- Shīton Dōbutsuki[англ.] (1961–1964)
- Sasuke (1961–1966)
- Kamui (1964–1986)
- Watari[яп.] (1965–1966)